# パウル・クレー・センター
パウル・クレー・センター（ドイツ語: Zentrum Paul Klee、フランス語: Centre Paul Klee）は、スイスの首都ベルン郊外にある美術館で、その半生をベルンで過ごした画家、パウル・クレーの作品4,000点以上を所有している。膨大なクレー作品をさまざまなテーマ、革新的なアプローチで紹介する意欲的な企画展も開催している。
パウル・クレー・センターは、それまでベルン美術館に収蔵されていたパウル・クレー財団のコレクションと、クレーの義理の娘、Livia Klee-Meyerの寄贈した作品を一堂に集め、2005年6月にオープンした。
センターの設計は、イタリア人の国際的に有名な建築家、レンゾ・ピアノであり、ベルン郊外の丘陵地帯にある半円形のフォルムの建造物である。館内には音楽ホールやレストランも併設されており、ベルン市内から市電または市バスでアクセスできる。